# Siemens-Duewag U2
Siemens-Duewag U2 — легкорельсовый вагон (может использоваться в роли вагона скоростного трамвая или лёгкого метро), разработанный и производившийся корпорацией Siemens. Разработан и используется во Франкфурте. Также используется предприятиями легкорельсового транспорта в Калгари (см. C-Train), Сан-Диего и Эдмонтоне (см. Эдмонтонский ЛРТ). 

## Технические характеристики
- Габариты кузова, мм:
  - Длина — 24400
  - Ширина — 2654
  - Высота — 3660
- Пассажировместимость, чел — 236
- Число мест для сидения — 64
- Ускорение при разгоне — 1,25 м/с2
- Ускорение при торможении — 1,30 м/с2
  - Ускорение при экстренном торможении — 3,00 м/с2
- Тяговые электродвигатели — 4x54 кВт
- Максимальная скорость, км/ч — 88
- Максимальное число вагонов в составе — 6